# Comuna Ciutulești, Florești
Comuna Ciutulești este o comună din raionul Florești, Republica Moldova. Este formată din satele Ciutulești (sat-reședință), Ion Vodă, Mărinești și Sîrbești.

## Demografie
Conform datelor recensământului din 2014, comuna are o populație de 2.972 de locuitori. La recensământul din 2004 erau 3.134 de locuitori.

## Administrație și politică
Componența Consiliului local Ciutulești (11 consilieri), ales la 5 noiembrie 2023, este următoarea:
|  | Partid                                        | Consilieri | Componență | Componență | Componență | Componență | Componență |
|  | --------------------------------------------- | ---------- | ---------- | ---------- | ---------- | ---------- | ---------- |
|  | Mișcarea „Respect Moldova”                    | 5          |            |            |            |            |            |
|  | Partidul Dezvoltării și Consolidării Moldovei | 3          |            |            |            |            |            |
|  | Partidul Acțiune și Solidaritate              | 2          |            |            |            |            |            |
|  | Partidul Socialiștilor din Republica Moldova  | 1          |            |            |            |            |            |

## Personalități
- Nicolae Casso (1839 - 1904), revoluționar;
- Sergiu Burcă (n. 1961), jurnalist, politician.